# Arròs de Pals

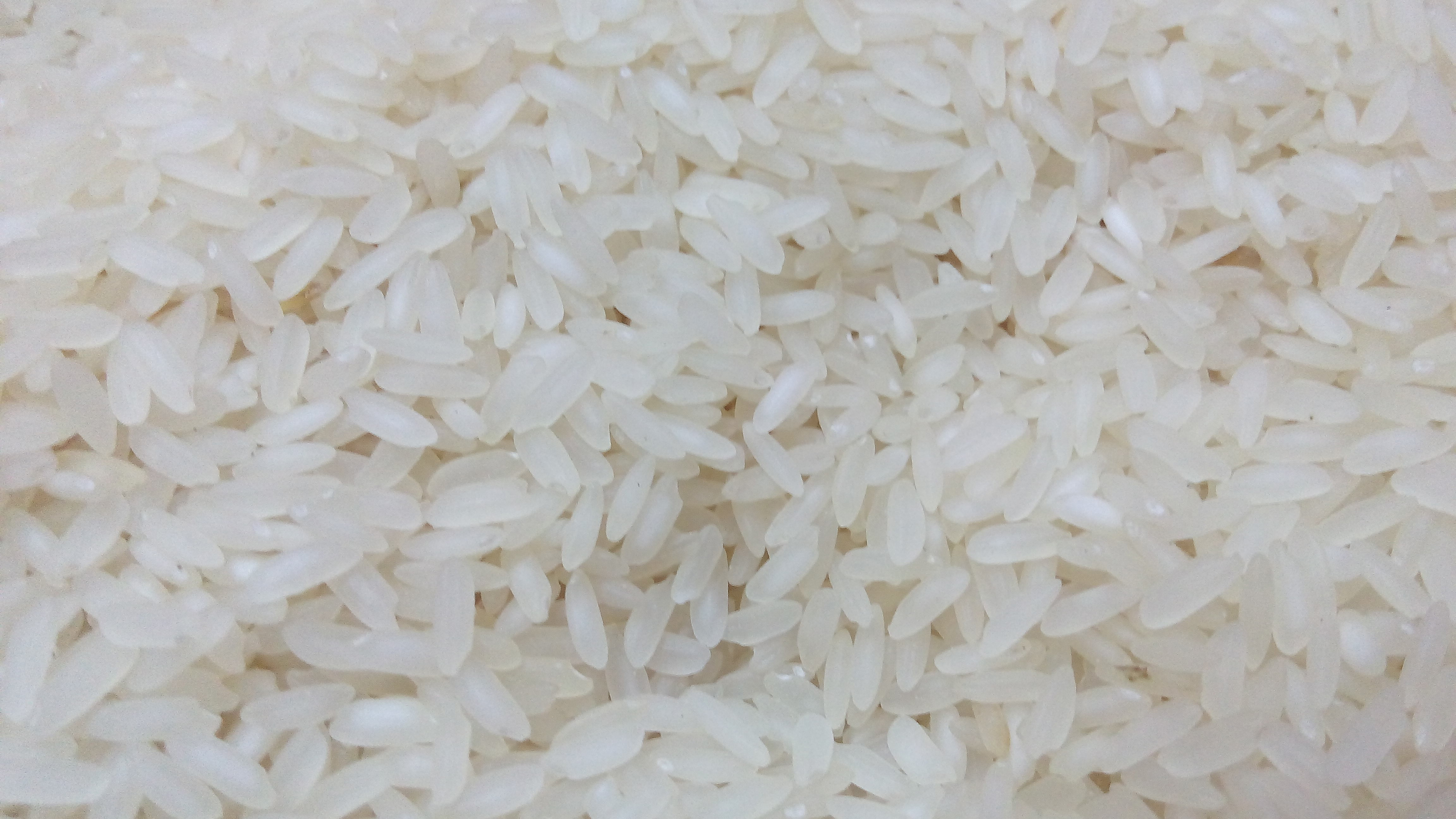
Arròs de Pals

L'arròs de Pals és un arròs produït a l'Empordà que es comercialitza sota la marca Arròs de Pals, de qualitat extra i que es presenta de forma envasada. Les varietats més conegudes que es conreen a Pals són el bahia i el bomba com a més tradicionals, i el carneroli i el nembo com a més actuals. Es pot fer servir per a tota mena de plats, especialment per cuinar l'arròs a la cassola, plat típic empordanès, ja que l'arròs no es pasta i queda grenyal. És un producte adherit a la marca de garantia Productes de l'Empordà. L'època de sembra és de finals d'abril a principis de maig i la seva recol·lecció de finals de setembre a finals d'octubre.

## Història
El conreu de l'arròs a Pals data del segle xv. Es creu que va ser introduït pels àrabs des de València. En el segle xvii, l'arròs produït a l'Empordà contribuïa a l'abastament a tota Catalunya. Segons l'observador de l'època Pere Gil:
| « | Arroz se cull en Cathaluña; specialment en lo Ampurdà y algunas altras parts; y encara que no és tant ques puga enviar a altres parts y províncias; però és sufficient per a Cathaluña. No és tan fi y profitós com lo arròs ques cull en València; però és bo y saborós. | » |

Es va limitar el conreu a finals del segle xviii per eliminar les malalties que en aquella època comportava. El 1900 que es va tornar a concedir el permís per tornar-ne a plantar.

## Marca de garantia Productes de l'Empordà

Logotip Marca de Garantia Productes de l'Empordà

L'arròs de Pals és un producte adherit a la Marca de garantia Productes de l'Empordà. Els productors adherits a Productes de l'Empordà han de superar periòdicament els controls d'un laboratori alimentari que en certifica la qualitat en les diferents fases del producte per tal de rebre la certificació.
És un segell alimentari que té per objectiu personalitzar i reconèixer els productes propis de l'Empordà i ajudar a promocionar la seva comercialització. Aquest distintiu certifica la qualitat i l'origen empordanès del productes.